# Валерій (Устименко)
Валерій Устименко (20 січня 1866 — 1 травня 1953) — український церковний діяч часів Російської імперії та СРСР. Намісник Києво-Печерської лаври у часи Другої світової війни. 

## Життєпис
Народився 1866 року в місті Лубни Полтавської губернії. При народженні отримав ім'я Василь. Після здобуття початкової освіти вирішив стати ченцем. 1891 року поступив до Києво-Печерської лаври послушником.
1900 року прийняв чернечий постриг, змінивши ім'я на Валерій. Призначено клірошаніном. У 1905—1913 роках працював у Дальніх печерах. 1913 року призначено уставщиком лівого кліросу Успенського собору. 1915 року отримав сан ієродиякона. 1916 року отримує посаду уставщика церкви подвір'я Лаври в Петрограді. До 1917 року передав до церкви подвір'я 19 нотних зошитів — «своєї особистої праці». Через недоїдання переведено до Нікольської лікарні лаври. 1919 року висвячено на ієромонаха.
14 січня 1920 року призначається першим підуставщиком, а 17 квітня того ж року — уставщиком правого кліросу. 21 лютого 1922 р оку стає духівником для прочан Успенського собору.
За монастирським відомостями на вересень 1924 року був уставщиком Успенського собору.
1924 року отримав сан ігумена. Того ж року призначено на посаду регента і священика церкви Святої Ольги на Печерську, де збиралися ченці — супротивники синодіальної (обновленської) громади Києво-Печерської лаври. 1925 року отримав сан архімандрита, а 1926 року увійшов до складу Духовного собору лаври.
1930 року був нагороджений правом носіння мантії з червоними скрижалями. В рамках завершення нищення черенечої громади 1933 року Валерія Устименка було арештовано, але згодом звільнено. У зв'язку з введенням в країні паспортної системи та відмовою влади у видачі паспорта і права проживання в Києві, архімандрита Валерія в 1934—1936 роках комуністи примусили до сільгоспробіт. Потім до 1941 року працював сторожем.
У 1941 року після звільнення Києва німецькими військами повернувся до Києво-Печерської лаври. 28—29 серпня 1942 року влада опечатала церкви Ближніх і Дальніх печер і передали їх за актом українській поліції. 3 листопада того ж року агентами НКВД СССР було підірвано Успенський собор. В тому ж місяці було таки дозволено відкрити Лавру.
7 грудня 1942 року Валерія призначено намісником лаври з правом носіння жезла. Втім він не зміг перешкодити німцям розбирати дерев'яні покрівлю і перекриття. Від більшої частини будівель в 1943 року залишилися стіни. З Великої лаврської дзвіниці зняли вивезли дзвони, залишивши на дзвіниці 4 дзвони. З 27 вересня до 6 листопада 1943 року лавру знову було зачинено німцями.
Намісник прагнув зберегти колишні порядки і звичаї монастиря. У 1944 року в лаврі мешкало 49 ченців. Наприкінці 1944 року до Києво-Печерської лаври було переведено ченців із закритого Троїцького Іонінського монастиря. В подальшому до них доєдналися ченці з декількох закритих київських монастирів.
Завдяки діяльності архімандрита Валерія почалися перші післявоєнні ремонти окремих будівель.
Через погіршення стану здоров'я пішов у відставку. Новим намісником став Кронід. Мешкав на території лаври. Помер 1953 року.